# Travis Parrott
Travis Parrott (* 16. srpna 1980 v Portlandu, Oregon, USA) je současný americký profesionální tenista. Ve své dosavadní kariéře zatím vyhrál 3 turnaje ATP ve čtyřhře.

## Finálová utkání na turnajích Grand Slamu (1)

### Smíšená čtyřhra - výhry (1)
| Rok  | Turnaj  | Povrch | Spoluhráčka         | Finalisté                  | Výsledek |
| 2009 | US Open | tvrdý  | Carly Gullicksonová | Cara Blacková Leander Paes | 6–2, 6–4 |

## Finálové účasti na turnajích ATP (9)
| Legenda                                                       |
| ATP International Series Gold / ATP World Tour 500 Series (0) |
| ATP International Series / ATP World Tour 250 Series (3)      |

### Čtyřhra - výhry (3)
| Č. | Datum             | Turnaj            | Povrch    | Partner               | Soupeři ve finále               | Výsledek        |
| 1. | 3. srpen 2003     | Los Angeles, USA  | tvrdý     | Jan-Michael Gambill   | Joshua Eagle Sjeng Schalken     | 6-4, 3-6, 7-5   |
| 2. | 29. červenec 2007 | Indianapolis, USA | tvrdý     | Juan Martín del Potro | Teimuraz Gabašvili Ivo Karlović | 3-6, 6-2, 10-6  |
| 3. | 26. říjen 2008    | Petrohrad, Rusko  | tvrdý (h) | Filip Polášek         | Rohan Bopanna Max Mirnyj        | 3-6, 7-64, 10-8 |

### Čtyřhra - prohry (6)
| Legenda                                                       |
| ATP International Series Gold / ATP World Tour 500 Series (1) |
| ATP International Series / ATP World Tour 250 Series (5)      |

| Č. | Datum             | Turnaj                         | Povrch | Partner          | Vítězové                             | Výsledek   |
| 1. | 22. srpen 2004    | Washington, USA                | tvrdý  | Dmitrij Tursunov | Chris Haggard Robbie Koenig          | 7-63, 6-1  |
| 2. | 10. červenec 2005 | Newport, USA                   | tráva  | Graydon Oliver   | Jordan Kerr Jim Thomas               | 7-65, 7-65 |
| 3. | 20. duben 2008    | Valencia, Španělsko            | antuka | Filip Polášek    | Máximo González Juan Mónaco          | 7-5, 7-5   |
| 4. | 10. srpen 2008    | Los Angeles, USA               | tvrdý  | Dušan Vemić      | Rohan Bopanna Eric Butorac           | 7-65, 7-65 |
| 5. | 22. únor 2009     | Memphis, USA                   | tvrdý  | Filip Polášek    | Mardy Fish Mark Knowles              | 7-67, 6-1  |
| 6. | 19. červen 2009   | Eastbourne, Spojené království | tráva  | Filip Polášek    | Mariusz Fyrstenberg Marcin Matkowski | 6-4, 6-4   |

## Postavení na žebříčku ATP ve čtyřhře na konci sezóny
| Rok    | 2002 | 2003   | 2004  | 2005  | 2006  | 2007  | 2008  |
| Pořadí | 412. | ▲ 107. | ▲ 59. | ▲ 41. | ▼ 58. | ▼ 87. | ▲ 47. |